# Феохромоцитом
Феохромоцитом је бенигни тумор који потиче од хромафилних ћелија симпатичког нервног система. Лучи адреналин, норадреналин и допамин и доводи до низа симптома као сто су напади хипертензије који се тешко контролишу лековима, обилно знојење, бледило и црвенило лица, тахикардија, аритмија... Обично је локализован у надбубрегу, али може и у другим органима.

## Терапија
Лечи се хируршки, а за прекид напада користе се адренергичи антагонисти: фентоламин, празосин, феноксибензамин.